# Francesco Tamagno
Francesco Tamagno (ur. 28 grudnia 1850 w Turynie, zm. 31 sierpnia 1905 w Varese) – włoski śpiewak (tenor bohaterski).
Był uczniem Carlo Pedrottiego, 1874 zagrał rolę Ricardo w Balu maskowym G. Verdiego, co przyniosło mu sukces. W 1877 zaczął występować w La Scali w Mediolanie, 1887 zdobył sławę jako pierwszy odtwórca (o wyjątkowej potędze głosu) tytułowej partii w Otellu Verdiego, czym dał wzór następnym pokoleniom śpiewaków. Od 1894 występował również w Metropolitan Opera w Nowym Jorku.